# 1097 dans les croisades

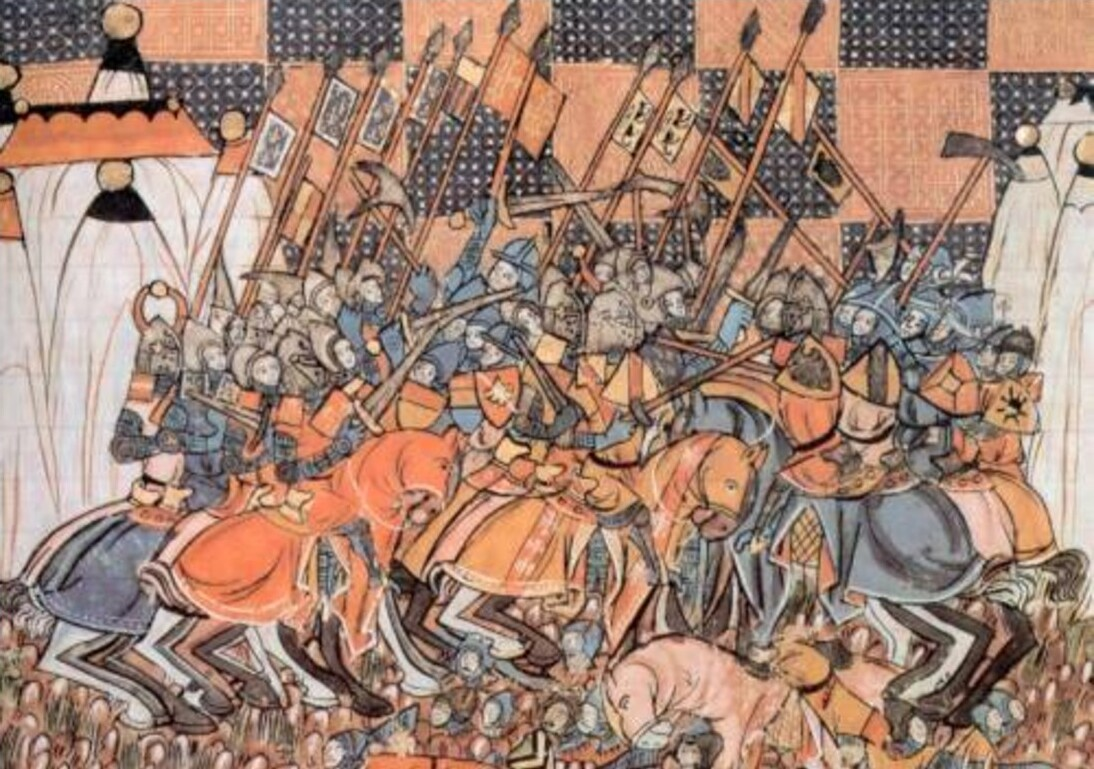
Bataille de Dorylée

Cette page regroupe les évènements concernant les Croisades qui sont survenus en 1097 : 
- avril : Bohémond de Tarente et son armée arrivent à Constantinople[1].
- 14 mai : Les croisés mettent le siège devant Nicée, capitale du sultanat seldjoukide de Roum[2].
- 19 juin : Les croisés prennent la ville de Nicée, capitale du sultanat seldjoukide de Roum[3].
- 26 juin : Nicée est rétrocédée aux byzantins[1].
- juin : Profitant que les Turcs soient aux prises avec les Croisés, le général byzantin Jean Doukas prend Smyrne[1].
- 1er juillet : les croisés battent le sultan seldjoukide Qilidj-Arslan près de Dorylée[1].
- 20 octobre : début du siège d'Antioche[1].
- octobre : Baudouin du Bourg prend Turbessel aux Turcs[1].
- 29 décembre : Yâghî Siyân, émir d'Antioche, tente une sortie sans succès contre les croisés[4].